# Gliese 667 Ch
Gliese 667 Ch é um planeta extrassolar que orbita em torno da estrela Gliese 667 C, que é um membro do sistema estelar triplo Gliese 667 localizado a uma distância de 22,7 anos-luz (6,97 pc) a partir da Terra, nas proximidades da constelação de Scorpius. Este planeta ainda não foi confirmado.